# Рюриковичи
Рю́риковичи (на руски: Рю́риковичи) е династия, от която произлизат князе на руските княжества, велики князе на Киевска Рус, по-късно също царе на Руското царство, и крале на Галицко-Волинската земя.
Родоначалник на династията е Рюрик (830–879 г.), според руските летописи първият владетел на Русия, който се установява от 862 г. в Новгород. Неговият син е княз Игор, управлявал от 912 до 945 г. Рюриковичите, преместват столицата в Киев, създавайки Киевска Рус, оцеляла до монголските нашествия.
По-голямата част от владетелите на Киевска Рус и формираните след нейното разпадане руски княжества са били Рюриковичи.
В източната част на Рус те дават до 1598 г. (и като страничен клон на Шуйски от 1606 до 1610 г.) великите князе на Москва и царе.
С течение на времето родът се раздробява на няколко клона. Представители на един от клоновете (потомци на Ростислав Михайлович) са били банове в Унгарско-хърватското кралство, единични представители на Рюриковичи са владетели във Великото литовско княжество (Шварн Данилович), а други представители на рода се провъзгласяват за царе на Българското царство (Ростислав Михайлович); някои Рюриковичи са били съвладетели на Грузинското царство (Юрий Андреевич Боголюбски), на херцогство Австрия и Херцогство Щирия (Роман Данилович), също така вероятно те са били владетели на Великопермското княжество и на Великоморавия (Олег Моравски). Последните монарси от рода Рюриковичи са царете Фьодор I Йоанович и Василий IV Шуйски, умрял през 1612.
Няколко днешни княжески рода произлизат по права линия от родоначалника Рюрик.